# Mykołajiwka (rejon siewierodoniecki)
Mykołajiwka (ukr. Миколаївка) – osiedle na Ukrainie, w obwodzie ługańskim, w rejonie siewierodonieckim. W 2001 liczyło 403 mieszkańców.